# Anton Mikhailov
Pour les articles homonymes, voir Mikhailov.
Anton Mikhailov, né le 11 mai 1986, est un coureur cycliste israélien.

## Palmarès
- 2007
  - 2e du championnat d'Israël du contre-la-montre
- 2010
  - 2e du championnat d'Israël du contre-la-montre
  - 2e du Tour d’Israël
- 2012
  -  Champion d'Israël du contre-la-montre
  - Israel Season Opener
- 2013
  - 2e du championnat d'Israël du contre-la-montre
- 2014
  - 2eb étape du Tour d'Arad (contre-la-montre par équipes)
  - 2e du championnat d'Israël du contre-la-montre
  - 2e du championnat d'Israël sur route
- 2017
  -  Médaillé d'argent du contre-la-montre aux Maccabiades
  - 3e du championnat d'Israël du contre-la-montre

## Classements mondiaux
| Année           | 2005 | 2006 | 2007 | 2008 | 2009 | 2010 | 2011 | 2012 | 2013   | 2014 | 2015 | 2016 | 2017   |
| --------------- | ---- | ---- | ---- | ---- | ---- | ---- | ---- | ---- | ------ | ---- | ---- | ---- | ------ |
| UCI Europe Tour | 878e |      | 800e |      |      |      |      | 765e | 1 007e | 379e |      |      | 1 575e |